# Méritocratie
Le mot méritocratie (du latin mereo, « gagner, mériter », et du grec κράτος / krátos, « domination, puissance souveraine ») signifie littéralement « la domination des méritants ». Plusieurs significations pouvant être données au mot mérite ou à celui de pouvoir, le terme est dit polysémique. Le mot « méritocratie » peut ainsi : être intériorisé comme un principe de justice (parfois qualifié d'utopique) ; et être, en même temps, critiqué comme l'outil idéologique permettant de légitimer un système politique inégalitaire,. Le terme est apparu pour la première fois en 1958 sous la plume de Michael Young (en) dans l'ouvrage dystopique The Rise of the Meritocracy (L'ascension de la méritocratie).
Un modèle méritocratique est un principe ou un idéal d'organisation sociale qui tend à promouvoir les individus — dans différents corps sociaux ; école ; université ; grandes écoles ; institutions civiles ou militaires ; monde du travail ; administrations ; État, etc. — en fonction de leur supposé mérite (défini de différentes manières selon le contexte : aptitude, travail, efforts, compétences, intelligence, vertu...) et non d'une origine sociale (système de classe, héritage), de la richesse (reproduction sociale) ou des relations individuelles (système de « copinage »).
Sociologues, pédagogues, et philosophes discutent du « modèle méritocratique » que les individus, dans nos sociétés modernes « intériorisent et […] considèrent comme un modèle de justice sociale ». Les chercheurs en soulignent les défauts pour certains, et les insuffisances pour d'autres : en l'absence de réelle égalité des chances, sa capacité à résoudre, à lui seul, les inégalités (sociales, culturelles, de genre, etc.) est limitée. D'autre part, son efficacité — en tant que principe de justice — est sujette à débat car un système réellement méritocratique pourrait renforcer les inégalités (entre gens « méritants » et « non méritants »). C'est d'ailleurs de cette manière, dystopique à l'origine, qu'a été forgé le terme par Young. 
Pour la plupart des chercheurs, la véritable méritocratie, qui offrirait à chacun ce qu'il s'est montré digne d'obtenir, n'a jamais existé, faute par exemple d'avoir prévu suffisamment de mesures efficaces pour compenser le désavantage des individus défavorisés. Les économistes aussi ont travaillé sur la question, notamment Thomas Piketty qui a proposé d'attribuer à chaque jeune de 25 ans un héritage minimal de 120 000 euros, avec des contraintes, afin de créer les conditions d'une réelle « égalité des chances », financé par un impôt beaucoup plus élevé sur les successions. Cependant, le modèle « d'égalité des chances » méritocratique, quand bien même il existerait, a été critiqué comme relevant d'une roulette russe ou d'une loterie : soit d'un système inégalitaire et injuste qui s'oppose à la recherche de l'égalité réelle au profit d'une simple égalité "des chances".

## Débat entre chercheurs
Selon Marie Duru-Bellat, la notion de mérite a un caractère consensuel ; la méritocratie s'est progressivement « imposée comme un principe de justice central notamment à l’école où elle est au cœur de son fonctionnement ». Pour François Dubet — qui estime « que ce modèle de justice et d'égalité a une force essentielle : c'est qu'il n'y en a pas d'autre ! » — la méritocratie est une « fiction nécessaire ». De nombreux chercheurs — considérant que l'ordre social créé ne correspond pas à une véritable méritocratie — la qualifient d'« idéologie » méritocratique ou de « mystification », voire de « mythe » à l'effet nuisible quand, sans réflexion critique sur la nature des systèmes auxquels il s'applique (sociétés, État, école, monde du travail, etc.), sans définition claire de la notion de mérite ou du mode de rétribution et sans outils complémentaires de correction des inégalités, le modèle méritocratique aboutit à des effets éloignés de l'idéal qu'il est supposé promouvoir. Par exemple en reproduisant les inégalités sociales tout en les rendant légitimes, renvoyant ainsi les « vaincus du système » à leur seule responsabilité. Ainsi, le philosophe politique américain Michael Sandel écrit dans La tyrannie du mérite que « La conviction méritocratique fait de la solidarité un projet presque impossible ».

## Origine du terme
Le mot de méritocratie est employé pour la première fois par Michael Young en 1958 dans son ouvrage The Rise of the Meritocracy (L'ascension de la méritocratie),. L'auteur de cette « sociologie-fiction » l'utilise « pour dénoncer les effets pervers du système d’éducation anglais » et développe l'idée que loin d'être un idéal, ce modèle poussé à ses limites engendrerait « des situations invivables pour les « non-méritants », responsables alors de leur propre sort ». Michael Young décrit une société dans laquelle les individus situés au bas de la pyramide sociale deviennent incapables de se protéger contre les abus d'une élite autocratique. L'application intégrale du modèle méritocratique ayant créé « une société cauchemardesque pour la population et nuisible pour le lien social ». Il était tout à fait désespéré que le terme qu'il avait inventé soit finalement utilisé à l'envers de ce qu'il voulait dénoncer. En effet, le succès de son livre (500 000 exemplaires vendus en quelques années) fait rapidement entrer le terme dans le langage courant. Il avait prédit que les masses se révolteraient en 2033. 

## Discussions sur le concept
Le concept est discuté par de nombreuses personnalités.
Agnès van Zanten, sociologue spécialiste des questions d'éducation — Directrice de recherche au CNRS — analyse ainsi la signification et la portée de l'expression :

« Si l’on entend par méritocratie un système dans lequel les positions sociales sont attribuées exclusivement en fonction de la valeur de chacun, celle-ci étant mesurée de façon objective par des instances et des acteurs incontestables que seraient, dans les sociétés où s’est imposé la forme scolaire, l’école et les enseignants, il est évident que la méritocratie n’a jamais existé ni en France, ni dans d’autres contextes nationaux.
Toutefois, si l’on considère de façon moins abstraite et plus sociologique que la méritocratie est principalement un principe de justification et un ensemble de dispositifs au travers desquels l’école en tant qu’institution et les enseignants en tant que groupe professionnel visent à exercer un pouvoir important sur la société en jouant un rôle important dans la sélection des meilleurs, il est possible d’étudier alors empiriquement l’étendue de son influence,. »

Pour Vincent Dupriez, professeur de sciences de l'éducation à l'Université de Louvain, la notion générale de méritocratie « [renvoie] au principe qu’une société juste est une société qui octroie à chacun la place qu’il mérite, en fonction de ses efforts et de ses talents, plutôt qu’une place abusivement héritée ».
Élise Tenret, sociologue, note — dans Les 100 mots de l'éducation — que le « modèle méritocratique apparaît particulièrement valorisé dans les sociétés modernes dans la mesure où il est censé permettre une meilleure allocation des postes en fonction des compétences des prétendants. », elle relève qu'une utilisation idéologique du terme a pu être soulignée, qui « permettrait aux sociétés démocratiques et inégalitaires, de justifier les inégalités sociales […] En effet, si les meilleures places sont occupées par les plus méritants, cela implique que ceux qui n'y parviennent pas doivent assumer la responsabilité de leur échec ».
Pour le sociologue Pierre Michel Menger: « La méritocratie est donc un système social problématique qui reproduit, légitime et naturalise l'inégalité parce que ce système postule que les personnes douées et peu soucieuses d'autrui méritent un statut social, un niveau d'éducation, une profession et un revenu plus élevés en vertu de dons naturels ».

### Égalitarisme et méritocratie
Frédéric Gonthier s'interroge sur la cohérence de l'articulation entre égalitarisme et méritocratie — ainsi que sur la validité interne de l'expression, proposée par François Dubet (2004), d'« égalité méritocratique des chances » —, et se demande si « la combinaison entre égalité des chances sociales et mérite » est « susceptible de composer un modèle normatif intrinsèquement cohérent ? ». Georges Felouzis considère, pour sa part, que l'égalité des chances est une composante essentielle du mérite, auquel elle ne s'oppose pas.
Selon Marie Duru-Bellat, « la méritocratie […] s’est progressivement imposée comme principe de justice central, notamment à l’école où elle est au cœur de son fonctionnement. » Le succès et le caractère « consensuel » de la notion de mérite est dû en partie à sa « capacité à concilier l'idéal égalitaire des sociétés démocratiques et les inégalités de fait des positions sociales ». L'auteure — observant les insuffisances et notant qu'il demeure un lien causal fort entre milieu social et réussite scolaire —, considère que l’égalité des chances n'est pas suffisamment valorisée, et que des mesures comme la discrimination positive « ne corrigent le système qu'à la marge et nient l’existence d’inégalités sociales fortes ayant un impact important sur le développement des enfants ». Marie Duru-Bellat conclut « qu’il ne faut pas rejeter la méritocratie, mais l’usage exclusif ou excessif du mérite comme principe de justice. Il s’agit de l’articuler avec d’autres logiques, moins individualisées, comme celle d’égalité ». Soutenant que l’absence de la notion de mérite dans le système éducatif risquerait de nourrir un « sentiment d’injustice », elle propose d'adopter une position de compromis entre égalité et mérite et note : « Ainsi, il ne faut pas une trop grande égalité car cela reviendrait à ignorer les mérites de chacun, pas plus qu’il ne faut laisser trop d’influence au mérite, car alors c’est une lutte sans merci qui l’emporte, trop cruelle pour les plus faibles »,.
Éric Charbonnier pointe quelques facteurs qui — dans certains pays (Australie, Canada, Finlande, Japon, etc.) — permettent d'aboutir à de meilleurs résultats éducatifs : formation exigeante des enseignants (qui bénéficient par ailleurs d'une réelle reconnaissance sociale) ; cohésion des équipes ; méthodes pédagogiques adaptées aux élèves ; diminution des heures de cours ; mise en place de groupes de rattrapage, redoublements moins fréquents qu'en France, etc..

## Histoire

### Grèce
D'après le psychologue de l’orientation, professeur émérite en sciences de l'éducation Francis Danvers, qui écrit qu'« aucune société humaine dans l'histoire n'est véritablement méritocratique », « L'utopie de confier le pouvoir aux plus compétents trouve sa source chez Platon, avec la théorie du philosophe roi ». L'idée que l'on se fait actuellement de ce terme y est alors rendue par le mot « aristocratie », en Grec ancien ἀριστοκρατία / aristokratía, de ἄριστοι / áristoi, « les meilleurs », et κράτος / krátos, « domination, puissance souveraine » : « le pouvoir aux meilleurs », sans notion d'hérédité.

### Chine impériale

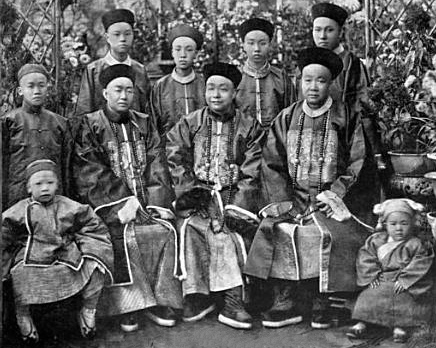
Mandarins à Canton, 1902

Un système d'examens impériaux existait pour le recrutement des hauts fonctionnaires, les étudiants s'y préparaient grâce à l'étude obligatoire d'ouvrages classiques dont les plus anciens sont attribués à Confucius (551-479 av. J.-C.) — maître des lettrés, il privilégiait l’enseignement et les rites pour la formation de l’« homme de bien » destiné à servir l’État. La méthode, utilisée par exemple à l’Académie Hanlin, était méritocratique dans le principe : elle consistait en la sélection des « talents » plutôt par l'effort personnel que par l’origine sociale des candidats. Ce système, créé en 605 sous la dynastie Sui et généralisé au XIVe siècle sous la dynastie Ming, comme moyen de lutte contre l'aristocratisme, a été aboli en 1905, vers la fin de la dynastie Qing. Certains chercheurs soutiennent que la méthode aurait directement inspiré la mise en place des « procédures docimologiques de sélection et d’évaluation des fonctionnaires, en Angleterre et dans d’autres pays européens ».

### France
En France, le recrutement par concours dans la fonction publique et les grandes écoles est inspiré du système des examens impériaux, ramené de Chine par les Jésuites, qui l'avaient adopté dans leurs écoles. De 1704 à 1711, Voltaire est élève chez les jésuites, au collège Louis-le-Grand. Il écrit en 1770 : « l’esprit de l’homme ne peut imaginer un meilleur gouvernement que celui de la Chine où tous les pouvoirs sont entre les mains d’une bureaucratie dont les membres ont été admis après de très difficiles examens » ; « la Chine est un pays qui récompense la vertu et qui encourage le mérite : un honnête et pauvre paysan y est fait Mandarin ». Pour Murat Lama, auteur de l'ouvrage Lee Kuan Yew, Singapour et le renouveau de la Chine (2016), c'est par son attachement à la méritocratie mandarinale que Voltaire a le plus influencé la révolution française. En 1794 s'ouvrent le Conservatoire national des arts et métiers, l'École normale, et l'École polytechnique, créée par la Convention pour « le recrutement par concours sur la base des mérites individuels ». Afin d'être « conforme à l'idéal républicain ».
Benjamin Elman — professeur d'histoire de l'Asie de l'Est —, s'inspirant de l'analyse de Bourdieu et Passeron, commente la méritocratie impériale chinoise, comme les sociologues l'ont fait pour la période contemporaine : « [elle] était aussi la source de profondes inégalités sociales ». Dans la présentation de l'ouvrage de B. Elman (Civil Examinations and Meritocracy in Late Imperial China), Pablo Ariel Blitstein écrit : « derrière une façade institutionnelle d’égalité de chances, l’inégalité de capital culturel et symbolique faisait de la méritocratie de l’empire chinois un simple mécanisme de reproduction sociale […] une forme particulière de complicité aristocratique ».

### Différence avec l'aristocratie
Étymologiquement, « aristocratie » est un quasi-synonyme de « méritocratie ». Toutefois, historiquement et politiquement, l'aristocratie renvoie à un système d'ordre privilégié de nature héréditaire qui diffère de l'origine individuelle de la réussite méritocratique telle qu'on l'imagine couramment.
Cette différence vient du fait que très rapidement, si ce n'est dès le début, les « aristocrates » jugèrent leurs héritiers aussi capables qu'eux et introduisirent le népotisme au système.
Le terme de « méritocratie » reprend ainsi la notion que le mot « aristocratie » avait à l'origine. Toutefois, l'auteur du mot « méritocratie » décrit bien un système reproduisant héréditairement les inégalités sociales qu'il cautionne du coup, en culpabilisant les déshérités
L'homo novus à Rome, qui crée sa place par le cursus honorum s'intègre dans l'ordre sénatorial déjà pré-constitué par les lignées de la nobilitas.
Dès l'Antiquité, le souverain royal peut agréger à l'aristocratie des individus de mérite pour le bien de son service (Jules Mazarin, Colbert étaient des roturiers). C'est la fonction de l'anoblissement.
Sous Louis Philippe, la chambre des pairs intégrait des hommes de talent, de même l'actuel système de la chambre des lords intègre les anciens premiers ministres par exemple. Dans le langage courant et historique, la notion d'aristocratie renvoie donc à un ordre plus ou moins fermé issu du système féodal et de l'ancien régime des privilèges.

Toutefois, dans l'aristocratie, la notion de mérite existe : vivre noblement passe en effet par la vertu du « mérite ». Les moralistes de cour (Saint-Simon, François de La Rochefoucauld…) insistent sur le couple mérite/envie. Les mérites (le plus souvent au pluriel) sont les vertus et les actes personnels qui permettent d'ajouter de l'honneur à sa lignée. Leur reconnaissance est source de gloire pour le titré, et de promotion pour le roturier. Leur absence est source de « bassesse ». C'est justement au nom du mérite qu'est contestée l'aristocratie (notamment par la bourgeoisie vue comme une classe d'initiative par Karl Marx). C'est le sens de la tirade du Figaro de Beaumarchais : 

« Parce que vous êtes un grand Seigneur, vous vous croyez un grand génie !… Noblesse, fortune, un rang, des places, tout cela vous rend si fier ! Qu’avez-vous fait pour tant de bien ? Vous vous êtes donné la peine de naître, et rien de plus ; du reste homme assez ordinaire ; tandis que moi, morbleu ! perdu dans la foule obscure, il m’a fallu déployer plus de sciences et de calculs pour subsister seulement, qu’on en a mis depuis cent ans à gouverner toutes les Espagnes. »

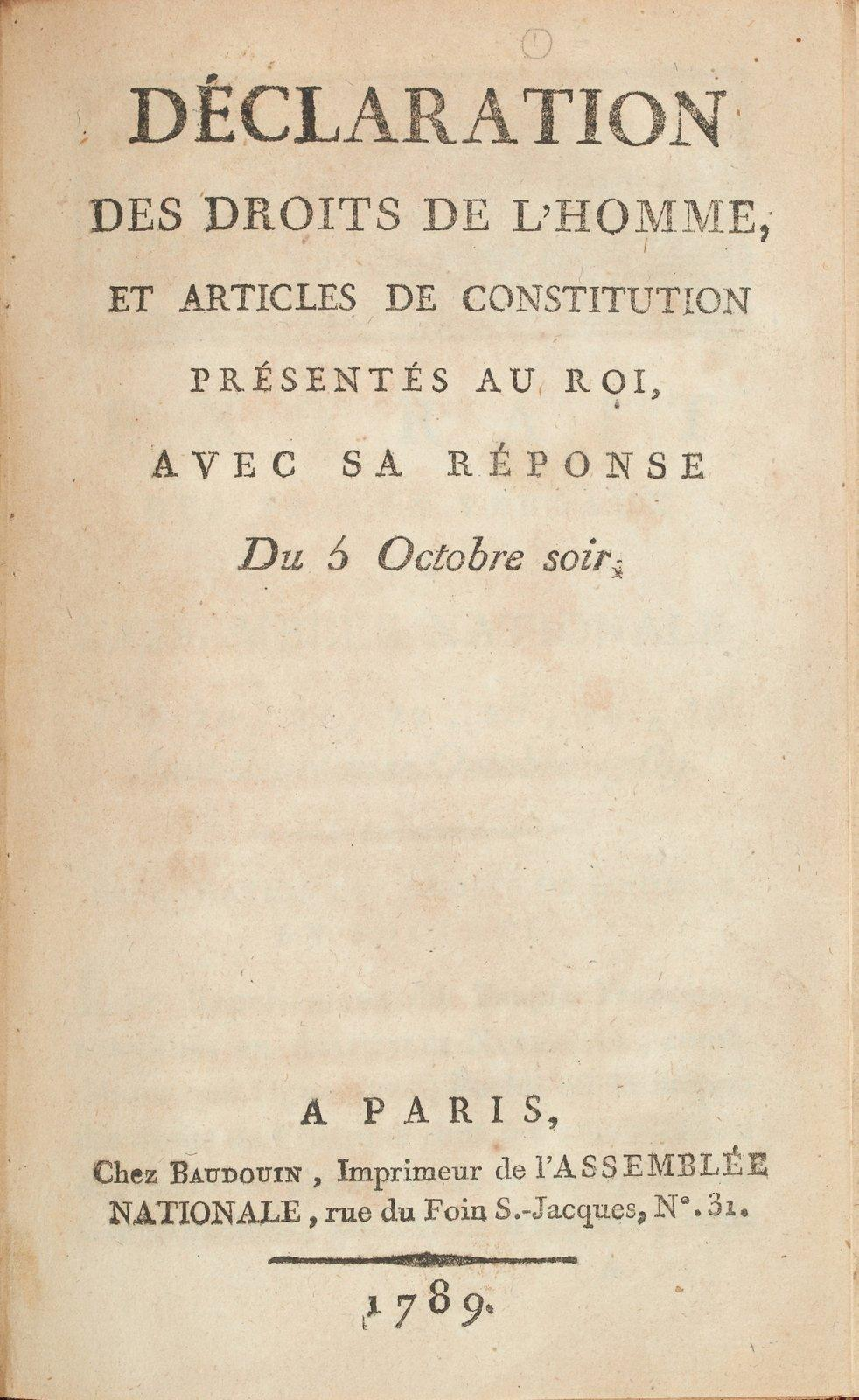
Déclaration des droits de l'Homme, et articles de Constitution

La déclaration des droits de l'homme et du citoyen de 1789 affirme que « Tous les citoyens, étant égaux à ses yeux, sont également admissibles à toutes dignités, places et emplois publics, selon leur capacité et sans autre distinction que celle de leurs vertus et de leurs talents ».
Cette égalité de principe ôte à l'ordre aristocrate le privilège héréditaire du rang, et passe à un système théorique qui affirme l'égalité des chances à la naissance et la possibilité d'atteindre par le mérite individuel les places dominantes donnant du pouvoir. Pour les tenants de la méritocratie[Qui ?], une fois mise en place l'égalité des chances par l'égalité des droits, la hiérarchisation sociale est organisée en fonction du mérite (de l'effort des individus), et produit ainsi un système hiérarchique donc inégalitaire mais équitable[réf. nécessaire].
Après la révolution, Napoléon Ier essaye d'instaurer une méritocratie en Europe. Mais, en réalité, il s'agit de fusionner l'ancienne aristocratie et l'idée nouvelle d'égalité et de mérite en particulier en créant l'Ordre national de la Légion d'honneur.

## Points de vue sur la notion de méritocratie

### Divers
Walter Benn Michaels considère qu'un certain nombre de « faux débats » masquent celui qui doit porter avant tout sur les inégalités de revenus et de patrimoine. Il écrit par exemple : « le problème de la discrimination positive, ce n'est pas qu'elle viole (comme on le dit souvent) les principes de la méritocratie ; le problème c'est qu'elle génère l'illusion qu'il existe vraiment une méritocratie ».
Olivier Ihl analyse une « inflation honorifique » et note à propos de l'autorité des maîtres depuis le XIXe siècle dans les démocraties libérales, « la fonction de surveillance est dorénavant associée au système méritocratique lui-même ».
François de Closets note que « tous les mécanismes par lesquels les puissants consolident leur position et se mettent à l'abri de la concurrence se dissimulent derrière les procédures méritocratiques ».

### Économie
Thomas Piketty dans Le Capital au XXIe siècle écrit « L’extrémisme méritocratique peut ainsi conduire à une course poursuite entre les super-cadres et les rentiers, au détriment de tous ceux qui ne sont ni l'un ni l'autre ».

### Épistémologie
Khen Lampert (en) soutient que la méritocratie scolaire n'est qu'une version post-moderne du darwinisme social[citation nécessaire].

### Philosophie
Les disciples de Claude-Henri de Rouvroy de Saint-Simon ont établi une école saint-simonienne dans laquelle la société doit être hiérarchisée selon les mérites de chacun. Le saint-simonisme a ainsi été florissant à l'École polytechnique dans la seconde moitié du XIXe siècle, pendant la révolution industrielle.
Pour Raymond Aron, toute société à hiérarchie technico-administrative se veut théoriquement méritocratique mais n'atteint jamais cet idéal,, car les inégalités sociales sont pour lui « inévitables ».
Yves Michaud étudie les métamorphoses de la notion, dans son ouvrage Qu'est-ce que le mérite ?. Pour l'auteur, la méritocratie — un concept « épais », complexe, alourdi par « certains des problèmes philosophiques les plus difficiles, comme ceux de la liberté, de la responsabilité ou de la chance » — établit une relation entre la valeur individuelle et l'attribution d'une position sociale, et les idéaux égalitaires, qui ont suivi la Révolution française, en ont assuré la promotion sur la base de la reconnaissance des vertus et des talents. Il écrit : « Sous la méritocratie généralisée, on trouve le fantasme de la société parfaite ». Pour lui — selon Nour el houda Ismaïl-Battikh qui présente son ouvrage —, le mérite n’est plus lié aux valeurs de la république (« res publica » : « chose commune ») mais à celles de l’utilitarisme ou du néolibéralisme : la notion de mérite a subi une « dénaturation » ; elle s'est transformée et les sociétés libérales, plutôt qu'à évaluer les actes vertueux ou les qualités personnelles d'exception, cherchent à mesurer la performance ou le rendement.
Pour Martine Lucchesi, « Michael Young n'avait donc pas tort de dénoncer la logique substantialiste et totalitaire de la méritocratie puisque tout en s'appuyant sur la liberté, elle n'a de cesse de la nier », elle écrit en 1996 : « mises bout à bout, les objections contre la méritocratie peuvent conduire à bannir le critère du mérite de toute considération sur la justice sociale ».
Raphaël Verchère insiste quant à lui sur le rôle essentiel du sport dans la diffusion de l'idéal méritocratique. Il faut distinguer selon lui entre le « mérite rétributif » (le méritif) qui désigne le fait de posséder certaines compétences indépendamment des efforts réalisés pour les maîtriser, et le « mérite moral » (le mérital) qui désigne le fait de déployer des efforts pour atteindre un certain niveau de compétence, sans qu'on y parvienne toujours. Il est possible d'être très compétent sans pour autant avoir travaillé pour cela (mérite rétributif) tout comme il est possible d'avoir beaucoup travaillé sans pour autant être compétent (mérite moral) : dans les deux cas, il y a mérite, même s'ils désignent des réalités presque opposées. L'idéologie méritocratique noue pourtant ces deux facettes ensemble, en posant sommairement que le travail paye, et que, réciproquement, qui est payé a travaillé. Le sport joue un rôle prépondérant pour faire admettre cette idée. Dans l'explication de la réussite sportive, on observe historiquement, selon Verchère, un passage du mérite rétributif à la fin du XIXe siècle où le champion était quelqu'un de bien né, à un mérite moral à partir des années 1960 où le champion est quelqu'un de travailleur. L'effet de pouvoir de cette idée est de favoriser l'ordre social, la soumission à celui-ci, de pousser au travail et à la production de performance. Dans le même temps, cette idée crée des mécanismes de résistance, parmi lesquels la triche, la corruption, le dopage.

### Sociologie
Pierre Bourdieu et de nombreux sociologues critiquent fortement le concept de méritocratie, en introduisant les notions de capital économique, capital social, capital culturel sous les trois formes bourdieusiennes et capital symbolique dont sont inégalement dotés les individus, les familles et les réseaux. Pour Bourdieu, le « méritocratisme » est un principe de légitimation, associé à la croyance aux dons qui participe à la reproduction des positions sociales des familles les mieux dotées. En expliquant et en justifiant l’organisation de la société bourgeoise (une sociodicée des dominants), la méritocratie lui assure une relative stabilité.
Choukri Ben Ayed adopte une analyse comparable : « Dans les faits ce principe a été fortement critiqué par les sociologues. Le mérite ne dissimule en effet que très difficilement la réalité des ressources différentielles initiales de l'héritage culturel et des modalités de reproduction sociale par le biais de l'école (Bourdieu et Passeron 1964). La méritocratie ne serait qu'une mystification qui participe ouvertement à la logique de domination. »
Pour Elise Tenret : « Bourdieu et Passeron ont plus critiqué la méritocratie dans son application que dans son principe même […] », les inégalités sociales toujours prégnantes à l’école n'autorisant pas une réelle égalité des chances. L'auteure écrit, dans sa thèse de sociologie ; « Ils ne suggèrent pas cependant que la méritocratie ne soit pas un principe légitime ou qu’elle doive se faire autrement que par l’école (à condition que l’école récompense des qualités réellement méritoires, et non des qualités sociales) », « Bourdieu et Passeron manifestent à leur façon un attachement très fort à l'idéal méritocratique quand il est associé à l'égalité des chances devant l'école. Ces premières observations nous montrent également la polysémie du terme de méritocratie, qui tantôt désigne une société basée sur la récompense de l'effort et du travail […] tantôt une société fondée sur la reconnaissance des capacités. En réalité c'est la notion même de mérite qui paraît polysémique ». Élise Tenret cherche à rompre avec le sens commun de la méritocratie et dévoile une « inépuisable polysémie » dans l'abondance de l'acception du terme par les individus.
Selon Philippe Besnard, le terme « équivoque » est « d'un usage peu fréquent » et se fonde sur ce proverbe : à chacun selon ses dons et ses mérites. Une méritocratie parfaite (avec pour postulat : l'égalité des chances) est « une utopie ».
Pour Philippe Coulangeon, auteur de Les métamorphoses de la distinction. Inégalités culturelles dans la France d'aujourd'hui (Grasset, 2011),« L'humeur portée par [le] divorce des élites du savoir et des élites du pouvoir, alimente ainsi çà et là, une étrange nostalgie pour une méritocratie dont on avait pourtant plutôt l'habitude de souligner les mystifications idéologiques ». Pour Michel Pinçon et Monique Pinçon-Charlot, la méritocratie et l'égalité sont des mythologies républicaines.
Alain Caillé et Philippe Chanial écrivent : « les fondements symboliques utilitaristes et méritocratiques de la démocratie se retournent contre elle à mesure qu'ils triomphent en évinçant tout autre principe de légitimité démocratique » ; et « Il faudrait faire l'histoire de la dégradation de l'idéal démocratique qui a résulté de sa réduction à sa seule composante méritocratique ».

## Chine et méritocratie
Pour Daniel A. Bell — professeur de philosophie politique, auteur de China's New Confucianism — ; après avoir été un « ennemi réactionnaire », Confucius retrouve au XXIe siècle une légitimité politique. Le parti communiste chinois accorde progressivement plus d'importance à la méritocratie en encourageant les meilleurs étudiants à le rejoindre. De nombreux projets pédagogiques favorisent l'enseignement des classiques. Ce renouveau confucéen témoigne de la volonté des réformistes qui considèrent que « la valeur essentielle à la réalisation d'objectifs politiques mondiaux est la méritocratie, autrement dit l'égalité des chances dans l'enseignement et à la tête de l'État, avec la désignation aux postes dirigeants des membres de la communauté les plus vertueux et les mieux qualifiés ».
Dans une chronique, Brice Couturier de France Culture, s'appuyant sur l'ouvrage de Daniel A. Bell, estime : « Dans la propagande du régime, les fameuses « valeurs asiatiques » - méritocratie confucéenne comprise – servent surtout à légitimer le monopole du parti unique sur le pouvoir […] Le véritable modèle méritocratique asiatique est bien mieux incarné par le régime installé par Lee Kuan Yew à Singapour. Il est généralement crédité d’avoir combiné autoritarisme mesuré et bonne gouvernance, stabilité politique et efficacité économique ».
En 2015, Evan Osnos (en) note : « De plus, l'écart qui existe entre le mythe de la société méritocratique et la réalité quotidienne d'une société oligarchique devient de plus en plus évident ».
Pour Minxin Pei (en), en 2012, les scandales politiques comme l'affaire Bo Xilai provoquent l'effondrement du mythe selon lequel les règles du Parti communiste chinois « reposeraient sur la méritocratie », « c’est le favoritisme, et non le mérite, qui est devenu le facteur le plus essentiel dans le processus des nominations ». La presse officielle chinoise est remplie de scandales de corruption, avec par exemple « l'achat de poste ». Peu de Chinois « croient encore être gouvernés par les grands de ce monde. Pourtant, étrangement, le mythe de la méritocratie chinoise demeure très présent chez les occidentaux ayant rencontré des responsables aux parcours académiques impressionnants, comme Bo. Il est grand temps aujourd’hui d’enterrer cette légende ».

## France et méritocratie
Les réseaux saint-simonien (XIXe siècle) sont les premiers en France à théoriser la méritocratie comme individualisme radical en pensant le refus de l'héritage et le rôle des sociabilités familiales.
Le Général de Gaulle créé, en 1963, l'Ordre national du Mérite qui récompense les « mérites distingués ». Est ainsi institué le second ordre national après la Légion d'honneur. Il a une triple vocation : « Traduire le dynamisme de la société » ; « Donner valeur d’exemple » ; « Reconnaître la diversité ».
Michel Pébereau déclare : « Je suis fondamentalement favorable à la méritocratie. Et j’ai essayé de la promouvoir dans toutes mes responsabilités. L’égalité des chances est indispensable à l’école. Une des faiblesses de notre école aujourd’hui est de ne plus donner le sentiment de l’assurer ».
Pour le sociologue François Dubet, la méritocratie est une « fiction nécessaire ». Une fiction, ajoute Maryline Baumard, du Monde, qui autorise les enfants de milieux défavorisés à rêver d'un avenir meilleur. Régulièrement des personnalités se définissent comme étant des « purs produits de l'élitisme à la française » ou de l'école républicaine, par exemple Claude Bartolone ou Najat Vallaud-Belkacem. Jules Naudet exprime son point de vue : « Il est donc fascinant de voir que les quelques personnes qui passent à travers les mailles du filet servent d’alibi pour entretenir le mythe selon lequel nous vivons dans une société méritocratique, une société dans laquelle “quand on veut, on peut” ».

### Méritocratieégalitariste, méritocratielibérale
Pierre Bataille (Laboratoire de Sociologie, Lausanne) distingue deux grandes tendances dans les travaux critiques sur le système méritocratique français : alors qu'un axe de recherche s'inspire de l'analyse marxiste, et s'attache à relever la reproduction des inégalités sociales ; une autre tendance, d'orientation plutôt libérale, « pointe » l'incapacité du modèle — jugé trop égalitariste — à « déceler et faire émerger les talents individuels ».
Marie-George Buffet, candidate à l'élection présidentielle de 2007, déclare lors de sa campagne : « Soit on va vers une société de pleine précarité, une société du « mérite », soit on va vers une République des droits, de l'égalité et de la fraternité ! »,.
Sous la présidence de Nicolas Sarkozy qui a suivi (2007-2012), les convictions libérales façonnent l'idée méritocratique et les « internats d'excellence » servent à offrir un cycle d'étude privilégié aux quelques élèves travailleurs repérés et « extraits » des collège défavorisés, sans pour autant que l'enseignement général soit amélioré. Le député socialiste Jérôme Guedj centre son propos sur l'égalité des chances, et affirme : « il ne faut pas oublier la différence d’approche essentielle entre la droite et la gauche : la droite fait du mérite le point cardinal de sa politique et oublie la lutte contre les inégalités. La gauche, elle, tente de mener les deux combats de front. C’est tout à fait possible : l’un n’est pas exclusif de l’autre ».
Depuis 2012, l'évolution du système éducatif est fondée sur le principe de l'égalité des chances. Marie Duru-Bellat estime que la gauche œuvre dans la bonne direction en s'attardant sur les premières années d'étude : « On sait [que les inégalités] s’installent très tôt, souligne-t-elle. En mettant l’accent sur le primaire, le gouvernement travaille ce sujet en profondeur. Il part du principe que l’égalité des chances n’est pas réelle et qu’en intervenant précocement, on peut l’améliorer ». Le problème explique Maryline Baumard, du Monde, c'est que les moyens n'ont pas été à la hauteur et que « beaucoup d’espoirs ont été déçus ».

### Méritocratie scolaire
Pour Raymond Boudon, en 1973, les familles d'origine sociale élevée favorisent les études longues et donc la position sociale : « l'effet de dominance » est supérieur à « l'effet de méritocratie » lié aux diplômes.
Synthétisant la sociologie française de l'éducation, François Dubet et Danilo Martuccelli écrivent (en 1996) : « le principe méritocratique, faux dans les faits, opère comme un principe de légitimation des positions sociales, la politique des "dons" permettant de masquer tout ce que les positions "acquises" doivent aux positions "transmises" ».
Patrick Champagne note : « En dépit des discours «méritocratiques» et des idéologies généreuses qui font de l'école de la République un instrument majeur de promotion sociale, force est de reconnaître que l'école, en fait, occupe une place centrale dans les mécanismes de reproduction sociale ».
Philippe Watrelot, recensant en 2006 un livre de Marie Duru-Bellat écrit : « Il remet en effet en question un des mythes fondateurs de notre démocratie : l’idéal méritocratique et le mythe de l’égalité des chances ».
« Selon Pierre Bourdieu et Jean-Claude Passeron, le discours méritocratique porté par l'école n'est qu'une «idéologie» et l'ordre social légitimé ne correspond pas à une véritable méritocratie ».
Elise Tenret note que si la méritocratie scolaire est bien une composante de la méritocratie systémique globale, elle ne doit pas être confondue avec elle.
Selon Denis Kambouchner, auteur de L’école, question philosophique (2013), « Mais, dans l'ordre scolaire, […] "la méritocratie" n'a jamais eu qu'une existence très problématique. Elle n'a pu en avoir une que comme idéologie institutionnelle plutôt que comme régime effectif ; et cette idéologie est depuis longtemps caduque ».
Béatrice Mabilon-Bonfils note que « l'école est politique » et que les sciences sociales ont une « mission de désacralisation de la méritocratie ».
Christian Maroy (chercheur canadien en politiques éducatives), discutant d'un ouvrage de Marie Duru-Bellat (Le Mérite contre la justice, 2009), considère que la visée principale du livre est de « relativiser ce discours du mérite et de montrer, dans le domaine scolaire comme dans le domaine professionnel, qu’un principe de justice méritocratique est non seulement loin d’être réalisé pratiquement mais qu’il est, sur le plan de la philosophie et de la pratique politique, clairement insuffisant, voire conservateur ». Pour lui, l'auteure « nous invite à accepter la méritocratie (comme une sorte de mal nécessaire) tout en la modérant » par une attention accrue aux vaincus du système, par l'obligation de moins lier le monde du travail à l'éducation, en limitant l'emprise du diplôme sur l'accès aux responsabilités. Pour lui, « la charge contre la méritocratie de Marie Duru-Bellat prend sens dans un contexte politique et scolaire français » fragmenté. Il pense qu'« en définitive, on peut se demander si la charge contre la méritocratie est encore le chantier prioritaire à mener, à partir du moment où, de facto, on voit des pans entiers de la politique éducative s’en distancier » et que « la lutte pour la justice passe d’abord par une réduction des inégalités sociales dans la société en général […] quel que soit d’ailleurs le principe de justice dont elle s’inspire : méritocratie, égalité des acquis de base, inclusion sociale, capabilités ».
Pour Camille Peugny, le système éducatif reste très élitiste ; avec des conditions initiales (naissance, patrimoine, groupe social, etc.) qui déterminent trop tôt le destin des individus, il ne parvient pas à diminuer le phénomène de reproduction sociale. Le sociologue considère que « Pour parvenir à desserrer l’étau de la reproduction sociale, il faut en terminer avec le mythe d’une école « méritocratique » et rendre l’école plus démocratique ». Estimant que l'origine sociale complexifie la relation entre niveau de diplôme et accès à l'emploi, il ajoute : « Même une démocratisation parfaite ne transformerait pas la société française en un paradis de la méritocratie et de la fluidité sociale ».
Les inégalités scolaires offrent donc un outil de compréhension des expressions populistes dans les pays riches, telles que les Gilets jaunes. Comme le montre Michael Sandel le sentiment d'humiliation face à des élites se pensant légitimes attire nombre de citoyens vers des formes politiques contestataires remettant en cause l'expertise. L'école redevient ainsi un enjeu majeur dans la réflexion sur les fondements du vivre ensemble.

#### Élite dirigeante
À partir de la Troisième République, « l'élitisme républicain » —  ou le “républicanisme méritocratique” —, qui n'est pas encore la méritocratie dite "républicaine", met en place des examens, concours et bourses afin de donner une base un peu élargie au recrutement de l'élite.
La France, avec son système de concours d'entrée dans les Grandes Écoles, la fonction publique et les corps de l'État, est un des pays qui ont mis en place relativement tôt une première et timide logique de méritocratie dans leurs institutions.
Le résultat fait cependant largement débat un siècle et demi plus tard. Ainsi, P. Cabin note : « Ainsi, derrière le mythe de la méritocratie, les grandes écoles sont instrumentalisées au service des stratégies de reproduction des dominants ».
La sociologue Monique Dagnaud écrit « L’élite dirigeante qui, de manière générale, a bénéficié pour elle-même et souvent pour ses propres enfants de cette sélection dans le secondaire, pense que ce système est le meilleur, le plus méritocratique, l’incarnation des vertus républicaines. Les réformes qu’elle pose sur la table, constituent alors plutôt des inflexions correctrices […] qu’un dynamitage de la logique dominante de l’école. En entretenant dans toutes les familles l’espoir de voir son enfant dans « une classe préparatoire » (à un avenir radieux), elle est ainsi prosélyte de sa propre cause. Aux 90 % autres jeunes qui n’appartiennent pas à ce sérail de se débrouiller au mieux ».

#### Violence symbolique
Pour Daniel Frandji, l'un des acquis de la sociologie de l'éducation est « d’avoir mis l’accent sur les effets délétères et la violence symbolique (Bourdieu & Passeron, 1964, 1970) qu’installe cette école méritocratique : une école qui « privatise les biographies » (Terrail, 1997), et qui irait même jusqu’à contribuer, bien plus qu’à la simple reproduction des inégalités sociales, à la « destruction des subjectivités » (Dubet & Martucelli, 1996) ».
Frédéric Blondel, Vincent de Gaulejac et Isabel Taboada-Leonetti notent que « La violence symbolique accentue sa force d'aliénation chez les individus historiquement socialisés à la culture de la méritocratie et qui s'appliquent à eux-mêmes l'idéologie de la responsabilité individuelle. ».

## États-Unis et méritocratie
Aux pays du rêve américain, la notion de méritocratie reste une idée forte ; un sondage, réalisé en 2012, révèle que 58 % de la population interrogée estime que « les riches méritent leur patrimoine ». Dans le secteur éducatif, le taux de réussite aux tests et l'accès aux études supérieures sont de plus en plus déterminés par l'origine sociale, et « selon certaines études récentes, l’idée d’une réelle méritocratie aux États-Unis tiendrait plus du mythe que d’une quelconque réalité ».
Selon l'« idéologie du rêve américain », la progression individuelle est fondée sur le mérite, considéré comme la combinaison de différents facteurs (capacités innées, efforts, intégrité, etc.). Stephan J. McNamee et Robert K. Miller, de l'Association de sociologie de Caroline du nord, relèvent un écart entre le rêve et la réalité, constitutif de ce qu'ils appellent The Meritocracy Myth (Le mythe de la méritocratie). Les auteurs soulignent qu'une grande variété de facteurs suppriment, neutralisent ou même annulent les promesses de la méritocratie ; les ressources ne sont pas distribuées en fonction du mérite individuel, mais réparties par l'effet de facteurs d'inégalité — comme l'héritage, les déséquilibres socioculturels, le système éducatif, la structure changeante des possibilités d'emploi et la discrimination sous toutes ses formes. L'observation de cette réalité sociologique les amènent à soutenir que « le mythe de la méritocratie » est devenu « nuisible » en ce qu'il entretient les causes de l'inégalité et conduit à « l'exaltation injustifié des riches et la condamnation injustifiée des pauvres ».
Plus de cinquante ans après que Michael Young a averti, dans son essai de « sociologie-fiction », que le principe de méritocratie poussé à l'extrême pouvait avoir des effets pernicieux, des penseurs et universitaires de gauche arrivent à des conclusions semblables et s'inquiètent de l'auto-perpétuation d'une élite issue des classes privilégiées. Lani Guinier (en), enseignante à la faculté de droit de Harvard, résume le sentiment de beaucoup d'entre eux en parlant de la testocracy — une forme de gouvernance dominée par ceux qui ont le plus de testostérone — qui régit les États-Unis.
En ce qui concerne le système judiciaire, le National Center for State Court (Centre National pour la Cour d'État) — considérant que les nominations par les gouverneurs ou le système électif n'offrent pas suffisamment de garanties d'indépendance — « soutient fermement » un système de sélection au mérite des juges d'État. L'association affirme ainsi travailler à « maintenir l'indépendance et l'intégrité des tribunaux et accroître la compréhension du public dans le système judiciaire ».
D'après Ben Bernanke, si le « système méritocratique est probablement le meilleur » il connaît plusieurs limites. Ainsi il affirme qu'« une méritocratie est un système dans lequel les personnes les plus chanceuses, en termes de santé physique, de patrimoine génétique, de soutien familial et de revenus, les plus chanceuses en termes d'éducation et d'opportunités de carrières, en retirent le plus de bénéfices ». Ces bénéfices sont considérables, comme le montre Michael Sandel s'appuyant notamment sur les travaux de Thomas Piketty. La nouveauté est que, selon lui, les perdants du système se retournent contre l'injustice doublée d'une humiliation que représente cette méritocratie. Ils seraient à l'origine de l'accession au pouvoir de Donald Trump (ou de Boris Johnson au Royaume-Uni).

## Suisse et méritocratie
Pour le quotidien la Tribune de Genève ; « la méritocratie reste relative en Suisse : l'ascenseur social ne fonctionne pas aussi bien que l'on pourrait penser ». Les analyses de la sociologue Julie Falcon, s’appuyant sur plusieurs enquêtes réalisées entre 1972 et 2013, révèlent que « même si l’expansion du système éducatif a favorisé l’égalité d’accès à l’éducation », les inégalités sociales demeurent et risquent de s'aggraver. Pour les personnes nées entre 1965 et 1978 : une femme sur trois de la classe moyenne supérieure est allée à l'université, contre 11 % de la classe intermédiaire, et 5 % de la classe populaire ; en ce qui concerne les hommes, ces pourcentages sont de 39 % pour la classe moyenne supérieure, 14 % pour la classe intermédiaire et 9 % pour la classe populaire. « Le système éducatif reste très sélectif, relève la sociologue. Et le système des bourses, par exemple, n'est pas très développé ». La chercheuse évoque la Suède, où les résultats sont plus satisfaisants ; « Les inégalités entre les habitants sont moins fortes au départ. Et les enfants vont tôt à la crèche, ce qui permet un travail en amont, gommant ainsi les écarts culturels ».

## Venezuela
La méritocratie était dans le Venezuela chaviste de 2001, un groupe d'agitation politique de droite lié à l'industrie pétrolière et à la CIA (et aux intérêts des États-Unis).

## Informatique
Plusieurs organisations développant des logiciels libres ou en Open source — comme The Document Foundation, Mozilla, GNOME, Apache — revendiquent ouvertement un fonctionnement méritocratique.